# بنك الجزائر (سابقا)

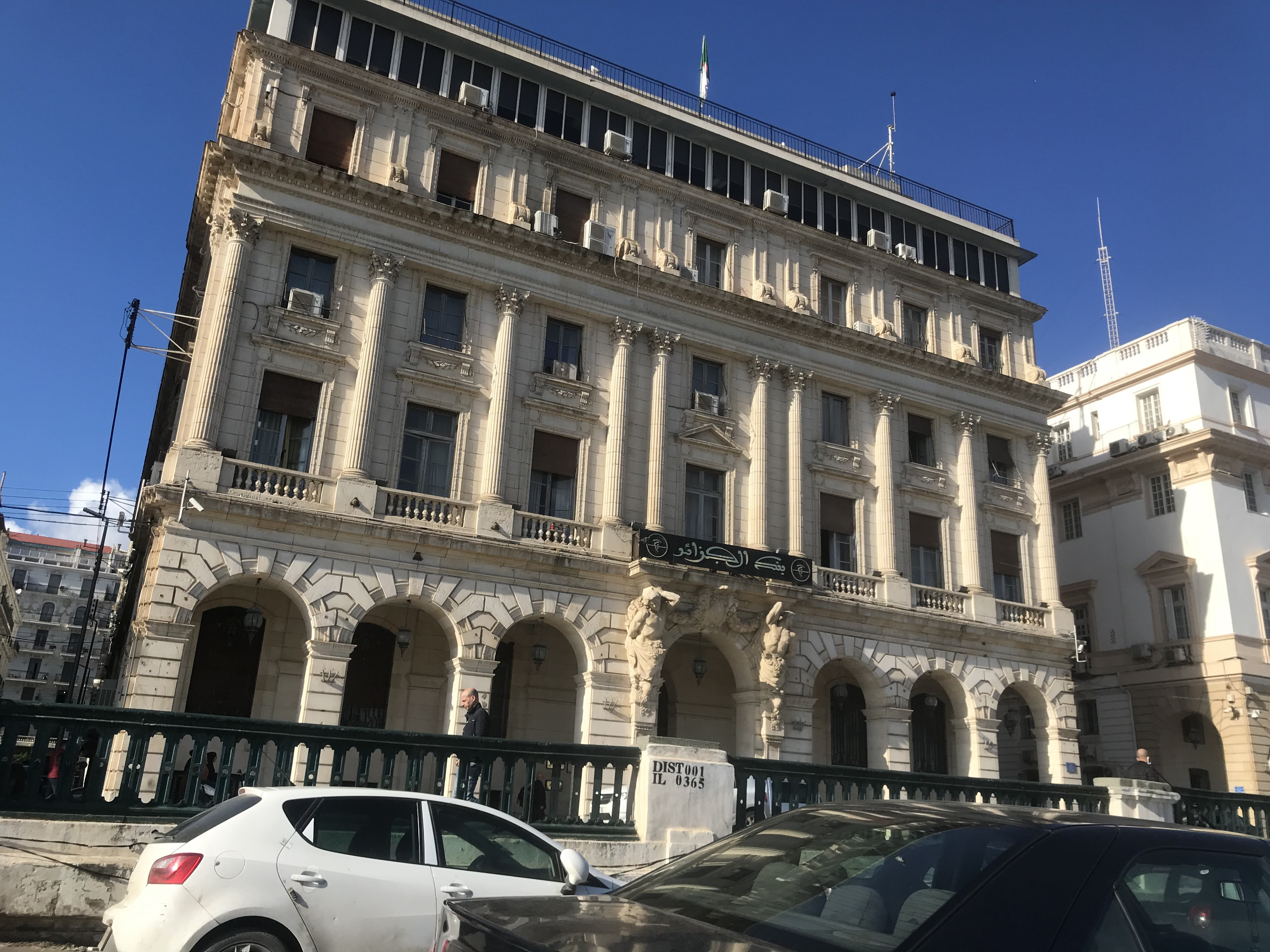
المقر الرئيسي السابق لبنك الجزائر في الجزائر (1868-1962) في 8 شارع إرنستو تشي جيفارا

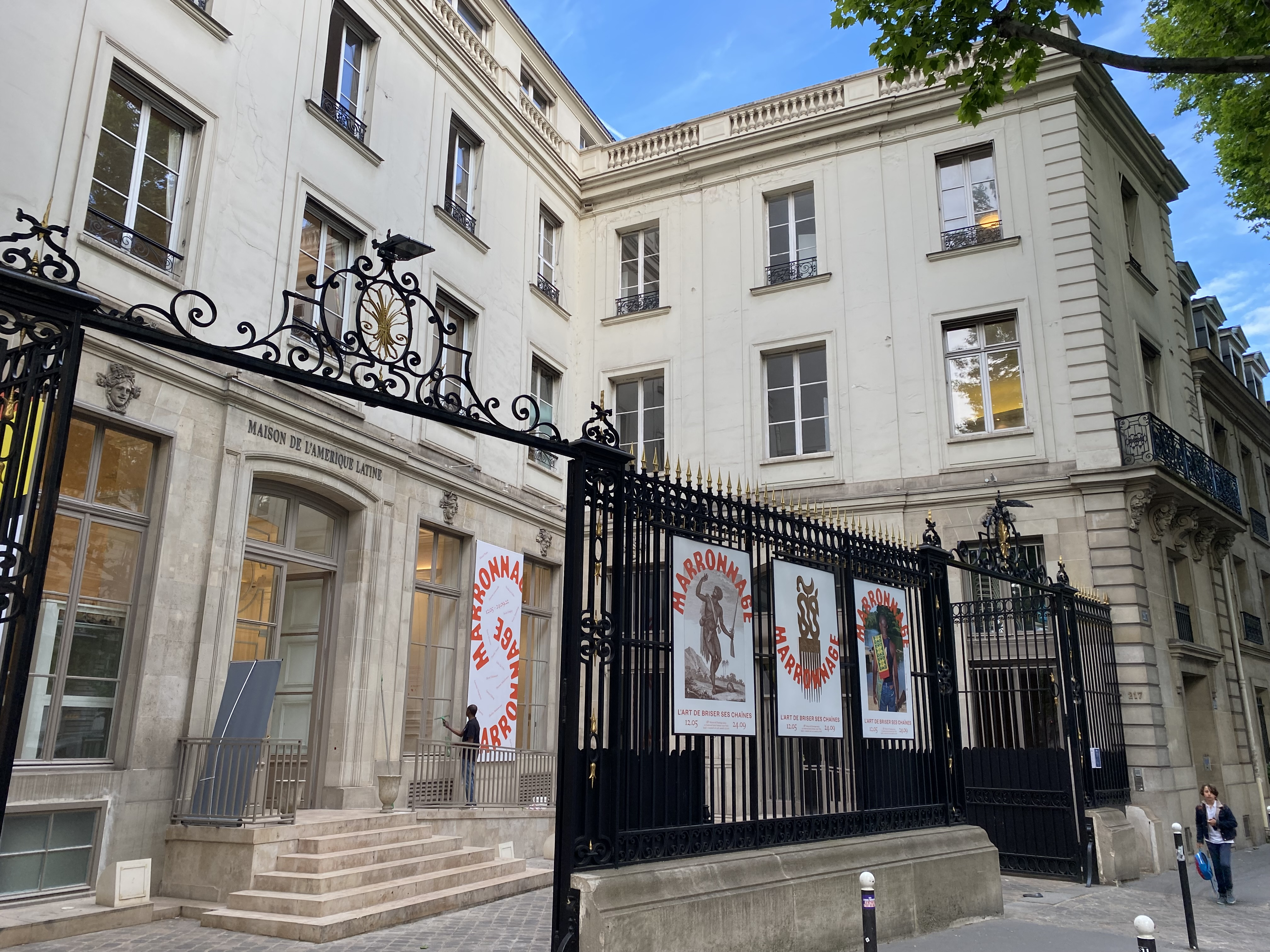
المقر الباريسي السابق لبنك الجزائر (1900-1963) في 217، شارع سان جيرمان

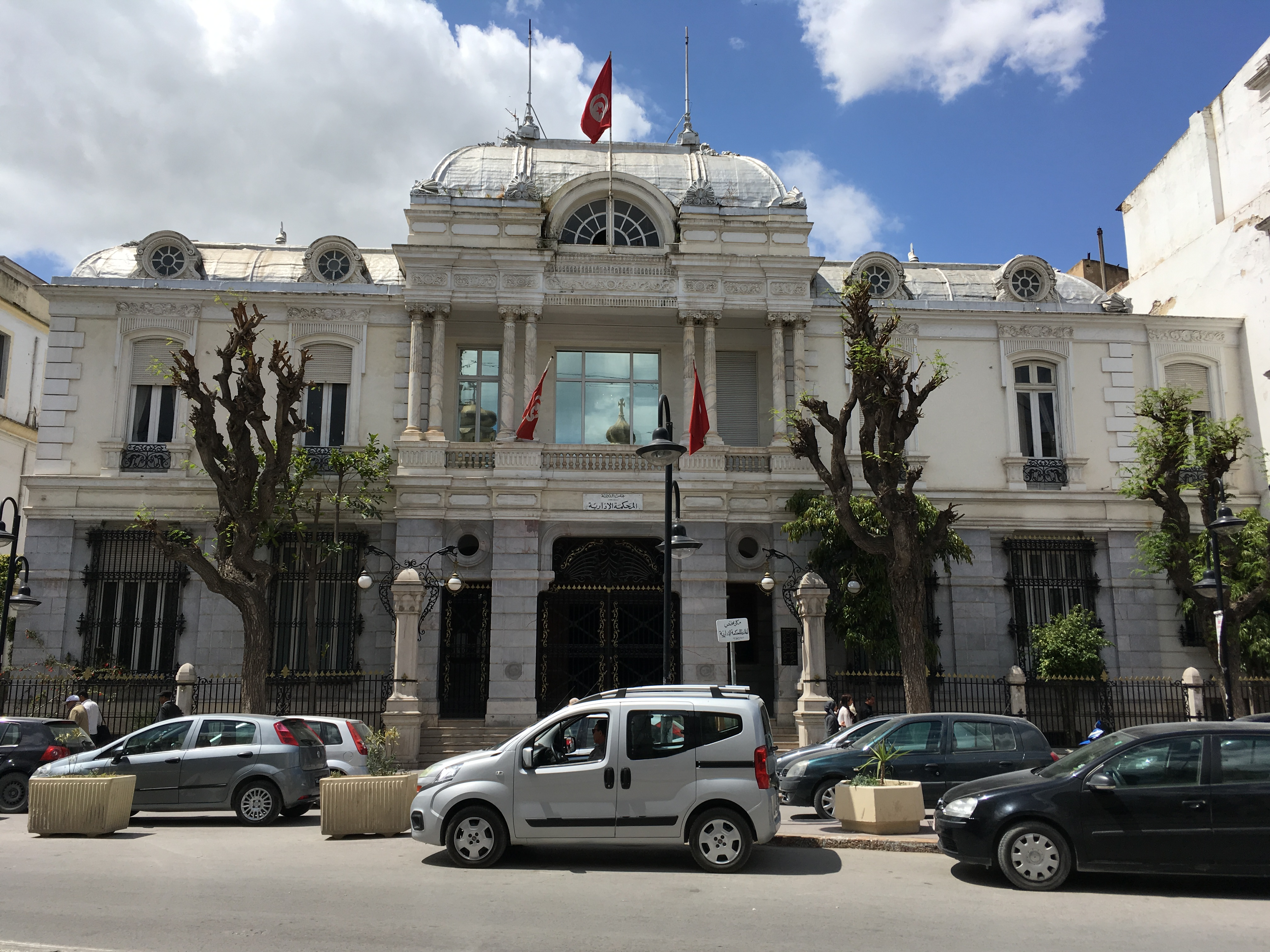
المقر التونسي السابق لبنك الجزائر (1907-1958)، المقر السابق للمحكمة الإدارية (تونس) فيما بعد, في 10 شارع روما بتونس

بنك الجزائر، بنك الجزائر وتونس من عام 1949 إلى عام 1958 ، كان بنكًا فرنسيًا أُنشأ عام 1851، وكان يعمل بنكًا مركزيًا للجزائر الفرنسية، ومن عام 1904 أيضًا للحماية الفرنسية في تونس حتى استقلال تونس. بعد استقلال الجزائر في عام 1962، خلفه بنك الجزائر الجديد، وصُفيت عملياته الفرنسية في عام 1963.

## تاريخ

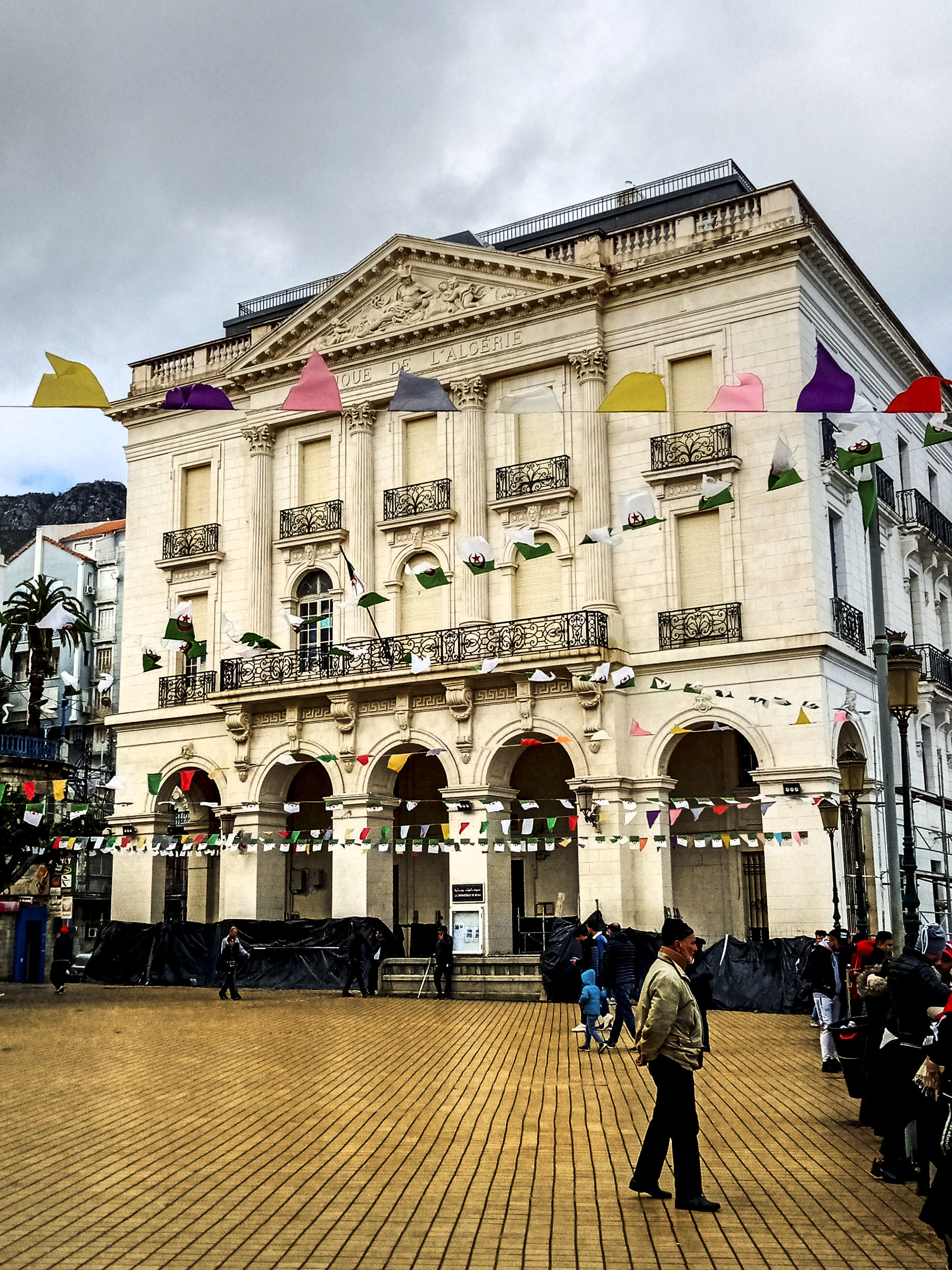
الفرع السابق لبنك الجزائر في بجاية

تأسس بنك الجزائر بموجب قانون صادر في 4 أغسطس 1851 في ظل الجمهورية الفرنسية الثانية . منذ البداية، مُنح الحق الحصري لإصدار العملة (بالفرنسية: privilège d'émission) في الجزائر الفرنسية ، في البداية لمدة عشرين عامًا. كان المقر الرئيسي للبنك في الجزائر العاصمة، في البداية في شارع البحرية (بالفرنسية: rue de la Marine)، ثم من عام 1868 في قصر بُنيه خصيصًا في شارع لامباراتريس (بالفرنسية: boulevard de l’Impératrice) (لاحقًا شارع كارنو (بالفرنسية: boulevard Carnot) ، الآن شارع إرنستو تشي جيفارا) حيث لا يزال بنك الجزائر يحتفظ بمكاتبه.
وبموجب تشريع 5 يوليو 1900، نُقل المقر الرئيسي للبنك من الجزائر إلى باريس، في عقار برقم 217 شارع سان جيرمان، حيث بقي هناك حتى إنهائه في 31 ديسمبر 1963. هذا المبنى هو الآن بيت أمريكا اللاتينية .
وُسع احتكار بنك الجزائر لإصدار العملات إلى الحماية الفرنسية في تونس في عام 1904، بعد عقدين من المناقشات التي حاول خلالها بنك تونس دون جدوى لحصول على ترخيص الإصدار لنفسه. بعد إنشاء الحماية الفرنسية في المغرب وفي سياق الحرب العالمية الأولى، أصبحت أوراق بنك الجزائر عملة قانونية في المغرب الفرنسي، إلى جانب العملات الفرنسية المتداولة والعملات المغربية التقليدية. برزت دعوات لتوحيد النقد في شمال إفريقيا الفرنسية تحت إشراف بنك الجزائر، إلا أن المنافسة النقدية المكلفة أدت في النهاية إلى اتفاق مع البنك المخزني المغربي، الذي تولى مسؤولية معظم العمليات النقدية في منطقة الحماية.
بعد الحرب العالمية الثانية، أُمم بنك الجزائر بموجب قانون صادر في 17 مايو 1946. في يناير 1949، غُير اسمه إلى بنك الجزائر وتونس، ولكن عُكس هذا التغيير في 1 أغسطس 1958 بعد استقلال تونس وإنشاء البنك المركزي التونسي.